# 聖費利佩區
5°46′13″S 79°18′55″W / 5.7704°S 79.3152°W
聖費利佩區（西班牙語：Distrito de San Felipe），是秘魯的一個區，位於該國北部卡哈馬卡大區的哈恩省，始建於1857年1月2日，面積255.5平方公里，海拔高度1,850米，2005年人口5,423，人口密度每平方公里21人。